# 豊栄村 (山形県)
豊栄村（とよさかむら）は山形県東村山郡にあった村。現在の天童市南部、奥羽本線高擶駅周辺およびその東側一帯にあたる。

## 地理
- 山：越王山
- 河川：立谷川

## 歴史
- 1955年（昭和30年）1月1日 - 東村山郡高擶村・干布村が合併して発足。
- 1956年（昭和31年）6月1日 - 山寺村の一部（大字荒谷）を編入。
- 1962年（昭和37年）10月20日 - 天童市に編入。同日豊栄村廃止。

## 交通

### 鉄道路線
- 日本国有鉄道
  - 奥羽本線
    - 高擶駅

### 道路
- 国道13号
- 山寺街道（現・宮城県道・山形県道62号仙台山寺線）